# Владимирский храм-памятник (Джексон)
Свято-Владимирский храм-памятник (англ. Saint Vladimir memorial church) — ставропигиальный храм Русской Православной Церкви Заграницей, расположенный в городе Джэксон, штат Нью-Джерси, основание которого было приурочено к 950-летию Крещения Руси.

## История
В 1938 году, когда праздновалось 950-летие Крещения Руси, по инициативе архиепископа Виталия (Максименко) было решено построить величественный храм в селении Кассвилль, впоследствии переименованный в Джексон, на ферме Русского Общества Взаимопомощи Америки (РОВА), где обычно собиралось в летние месяцы много русских людей.
Для сооружения храма, по инициативе Архиепископа Виталия, было основано Свято-Владимирское общество, главной целью которого стало положено Свято-Владимирского храма. Свято-Владимирским обществом был приобретён участок земли размером в 1 акр, где некогда была пресвитерианская церковь и около неё сохранились несколько могил владельцев всего этого имения. Владельцы имения согласились продать этот участок с тем непременным условием, чтобы он был использован только для религиозных целей. Впоследствии этот участок земли, состоящий из небольшого холма, получил в народе наименование Владимирской горки.
Основной художественно-архитектурный проект был исполнен архитектором Романом Верховским. За основу проекта была взята Преображенская церковь в Переяславле-Залесском. При проектировании храма-памятника Роман Верховской ориентировался на лучшие образцы Владимиро-Суздальского храмового зодчества, а также использовал известные ему конструктивные особенности готической и романской архитектуры. В основу внутреннего устройства положили интерьер Владимирского собора в Киеве.
В 1940 году состоялась торжественная закладка храма, которую возглавили митрополит Феофил (Пашковский), архиепископ Виталий (Максименко) и епископ Макарий (Ильинский). При закладе Владимирского храма-памятника архиепископ Виталий приглашал всех участников торжества «глубже вникнуть и понять важность наступающего момента» и напомнил о том, «как в 1862 году собиралась 180-миллионный наш русский народ со всех концов необъятной земли своей в древний Новгород закладывать памятник 1000-летия русской государственности. Вспомним также, как потом в 1888 году собирался он в стольный град Кіев на освящение храма-памятника равноапостольному своему просветителю великому князю Владимиру в 900-летний юбилей крещения им нашего народа».
Вскоре был построен фундамент, но он оказался недоброкачественным и пришлось его сломать и построить новый под наблюдением Ф. С. Бондарчека. Однако Вторая мировая война приостановила строительство.
После отделения Северо-Американской митрополии от Русской зарубежной церкви, Свято-Владимирский храм, после некоторой борьбы за обладание им, остался в ведении архиепископа Виталия.
В 1948 году исполнение должности настоятеля было поручено иеромонаху Антонию (Медведеву), под руководством которого начались работы по сооружению нижнего храма, который первоначальным проектом не предусматривался. Работы по сооружению нижнего храма были осуществлены В. И. Вишневским и М. И. Языковым при технической помощи инженера А. Е. Болдакова. Иеромонах Антоний стал проводить регулярные богослужения сначала в причтовом доме, а по мере сооружения нижнего храма и там.
С 1950 году ежегодно стали проводиться «Владимирские дни», ставшие традиционными.
В 1951 году, после назначения протоиерея Василия Мусина-Пушкина настоятелем храма, строительство храм пошло намного быстрее — были сооружены стены храма и апсида под наблюдением архитектора Валентина Глинина, затем наблюдение над постройкой храма принял архитектор Николай Попов.
К концу 1965 года было закончено возведение стен храма, построен купол и отштукатурена внутренность храма, в котором после этого стали совершаться богослужения при временном иконостасе. Однако действующим были лишь нижний храм во имя святой княгини Ольги. Заасфальтированная «крыша» этого храма и служила той площадкой, на которой во время праздничных торжество устанавливали палатку, престол и совершали литургию.
Окончательное завершение строительства и благоукрашения затянулось до 1000-летия крещения Руси. Интерьер храма был расписан архимандритом Киприаном (Пыжовым). Иконостас, за основу которого был взят Успенский храм Московского Кремля, был спроектирован и построен епископом Ирийским Даниилом (Александровым), также написавшим большинство икон в иконостасе.
Важнейшим событием в истории храма стало празднование Тысячелетия Крещения Руси в 1988 году. 24 июля 1988 года, в день памяти святой равноапостольной великой княгини Ольги, состоялось Великое освящение храма. 30 и 31 июля 1988 года Русская Зарубежная Церковь проводила здесь широкомасштабные официальные празднования при участии всего Архиерейского Собора и Великого князя Владимира Кирилловича.
Когда главный храм был завершён, в нижней церкви, согласно духовному завещанию архиепископа Виталия, всячески поддерживавшего миссионерское служение в Америке, стали приводиться богослужения в основном на английском языке. Протоиерей Филипп Петровский, 37 лет служивший в храме-памятнике, вплоть до своей кончины в 2011 году, был руководителем английской миссии.

Летом 2013 года храм вновь оказался в центре внимания в связи с празднования 1025-летия Крещения Руси и 75-й годовщины своего основания. 24 июля 2013 года в праздник святой равноапостольной великой княгини Ольги было совершено Великое освящение нижней церкви, которое возглавил митрополит Иларион (Капрал), Первоиерарх Русской Православной Церкви Заграницей. 27 и 28 июля 2013 года здесь состоялись епархиальные торжества великих юбилеев, которые стали самыми массовыми с 1988 года. По словам диакона Андрея Псарёва: «Сегодня была сделана попытка максимально вернуться в 1950-е годы, к тому народному подъему, который царил здесь в день святого Владимира, ведь храм-памятник и задумывался как храм, который объединял бы всех американцев славянского происхождения. Надеюсь, что в Русской Зарубежной Церкви будет восстанавливаться понимание того, зачем мы здесь, в чем наша задача, больше будет вестись соборного диалога между архиереями, духовенством, прихожанами, мужчинами и женщинами, людьми разных поколений».